# Dolicheremaeus simplex
Dolicheremaeus simplex är en kvalsterart som först beskrevs av Balogh 1962.  Dolicheremaeus simplex ingår i släktet Dolicheremaeus och familjen Tetracondylidae. Inga underarter finns listade i Catalogue of Life.